# Astele subcarinata
Astele subcarinata is een slakkensoort uit de familie van de Calliostomatidae. De wetenschappelijke naam van de soort is voor het eerst geldig gepubliceerd in 1855 door Swainson.